# Lisa (mitologia)
A la mitologia grega, Lisa (Λύσσα / Lyssa), anomenada Lita (Λύττα / Lytta) pels atenesos, era una la personificació de la ira frenètica, la fúria (sobretot en la guerra) i, en els animals, la bogeria produïda per la ràbia.

## Descripció
Eurípides la descriu amb serps al cap i ulls centellejants, en el seu Heracles, Lyssa és identificada com "la filla de Nyx, sorgida de la sang d'Ouranos", és a dir, la sang de la ferida d'Urà després de la seva castració per Cronus. L'escriptor llatí del segle i, Hyginus, la descriu com un fill de Gaia i Èter. Relata com la venjativa Hera va ordenar a Lisa, a través de la seua missatgera Iris, que tornés boig a l'heroi, del què era enemiga acèrrima. Va intentar dissuadir Iris sense cap èxit i, en contra de la seva voluntat, es va introduir en Heracles incitant a que matés la seva dona i als seus propis fills.
Per les seves atribucions, estava relacionada amb Mania, la deessa de la bogeria, o les manies .